# دره الاماچی- پنتر (نیوجرسی)
دره الاماچی- پنتر، نیوجرسی (به انگلیسی: Allamuchy-Panther Valley, New Jersey) یک منطقهٔ مسکونی در ایالات متحده آمریکا است که در نیوجرسی واقع شده‌است.

## خصوصیات
دره الاماچی- پنتر ۱۵٫۰ کیلومترمربع مساحت و ۳٬۱۲۵ نفر جمعیت دارد.